# Jastrebova stela
Jastrebova stela je spomenik iz zgodnjega dinastičnega obdobja III. (2600–2350 pr. n. št.) v Mezopotamiji in praznuje zmago mestne državice Lagaš nad svojo sosedo Umo. Kaže različne bitke in verske prizore in se imenuje po jastrebih, ki jih je mogoče videti v enem od prizorov. Stela je bila prvotno izklesana iz ene same plošče apnenca, vendar se je ohranilo le sedem fragmentov. Fragmente so našli v Tello (starodavni Girsu) v južnem Iraku, v poznem 19. stoletju in so zdaj na ogled v Louvru.

## Odkritje
Stela ni popolna, le sedem fragmentov je znanih do danes. Prve tri fragmente je izkopal  francoski arheolog Ernest de Sarzec na arheološkega najdišču Tello, starodavni Girsu, danes Tell Telloh v južnem Iraku, med izkopavanji v začetku 1880. Še trije drobci so se pojavili v času izkopavanj 1888–1889. Sedmi fragment, ki je bil najden kasneje in je del Jastrebove stele, je  pridobil Britanski muzej na trgu starin leta 1898. Prvi dve prošnji Louvra za pridobitev tega fragmenta sta bili zavrnjeni, na koncu ga je Britanski muzej dal Louvru leta 1932, tako da ga je bilo mogoče vključiti v rekonstruirano stelo skupaj z drugimi delci. 

## Stela
Spomenik, kot je rekonstruiran in zdaj na ogled v Louvru, je 1,80 m visok, 1,30 m širok in 0,11 metra  debel in ima zaokrožen vrh. Narejen je bil iz ene plošče apnenca z izklesanimi reliefi na obeh straneh.  Stela je umeščena v srednje - do pozno tretje tisočletje pred našim štetjem v južno Mezopotamijo, na kateri so opisane vojaške zmage na kamnitih spomenikih. Podoben spomenik je Naram-Sinova Zmagovita stela, ki je nastala v akadskem obdobju, ki je sledilo zgodnjemu dinastičnemu obdobju III. 
Obe strani stele kažeta izrazito različne prizore in sta bili torej razlagani kot mitološka stran in zgodovinska stran. Mitološka stran je razdeljena na dva registra. Zgornji, večji register, kaže veliko moško figuro, ki drži muškatov cvet v desnici in anzu ali orla z levjo glavo v levi roki. Anzu identificira lik kot boga Ningirsuja. Pod anzujem je velika mreža napolnjena z organi golih moških. Za Ningirsom stoji manjša ženska figura, ki nosi naglavni trak z rogom in s palico, ki ji štrli iz ramen. Te značilnosti omogočajo lik prepoznati kot boginjo Ninhursag. Nižji, manjši register, je zelo slabo ohranjen, vendar pa na podlagi primerjave s sodobnimi upodobitvah lahko ocenijo, da je upodobljen bog Ningirsu, ki stoji na vozu, ki ga vlečejo mitološke živali.
Zgodovinska stran je razdeljena na štiri horizontalne registre. Zgornji register prikazuje Eanatuma, ensija ali vladarja  Lagaša, ki vodi falango vojakov v boj, kako teptajo poražene sovražnike pod svojimi nogami. Nad njimi letajo jastrebi, po katerih se stela imenuje, z odsekanimi glavami sovražnikov Lagaša v kljunih. Drugi register kaže vojake, ki korakajo z ramo ob rami s sulicami za kraljem, ki stoji na vozu in ima sulico. V tretjem registru je majhen del morebiti sedeče figure. Pred njo je krava privezana na pol, medtem ko nag duhovnik stoji na kupu mrtvih živalskih teles in opravlja ritual polivanja dveh rastlin v vazi. Levo od teh prizorov je kup golih teles, obdanih z delavci v krilih s košarami na glavi. Le majhen del četrtega registra je ohranjen in kaže roko, ki drži sulico, ki se dotika glave sovražnika. Nekateri sumerologisti predlagajo rekonstrukcijo napisa v bližini sovražnika kot "Kalbum, kralj Kiša".
Napisi na steli so slabo ohranjeni. Polnijo prazne prostore v scenah in tečejo neprekinjeno iz ene strani na drugo. Besedilo je napisano v sumerski klinopisni pisavi. Iz teh napisov je znano, da je stelo naročil Eannatum, ensi ali vladar Lagaša okoli 2460 pred našim štetjem. Na njej je opisan konflikt z Umo zaradi dela kmetijskega zemljišča, ki se je nahajalo med obema mestnima državicama. Konflikt se je končal z bitko, v kateri je Eanatum, opisan kot ljubljen od boga Ningirsuja, zmagal nad Umo. Po bitki je vladar Ume prisegel, da ne bo prestopil na ozemlje Lagaša, sicer sledi kazen božja. 
- Zgornji register mitološka stran
- Drug fragment
- Detajl bitke - fragment
- Detajl bitke - fragment